# Vektoranalys

Vektorfältet (sin y, sin x)

Vektoranalys är ett område inom matematiken som handlar om reell analys i flera variabler av vektorer i 2 eller fler dimensioner. De flesta tillämpningar grundar sig på 3-dimensionell vektoranalys.
Vektoranalysen består av ett antal formler och problemlösningstekniker som är mycket användbara för ingenjörer och fysiker.
I ett vektorfält är varje punkt i rummet tilldelat en vektor. I ett skalärfält är varje punkt i rummet tilldelat en skalär. Till exempel är temperaturen i en pool ett skalärfält; för varje punkt i poolen finns en temperatur vilken anges med ett reellt tal. Hur vattnet strömmar i poolen är däremot ett vektorfält; i varje punkt kan vattnets hastighet och riktning mätas, vilket kan representeras av en hastighetsvektor.
Tre viktiga operatorer inom vektoranalysen:
- Gradient: mäter hastighet och riktning av förändringar i ett skalärfält; gradienten av ett skalärfält är ett vektorfält.
- Rotation: mäter ett vektorfälts tendens att rotera runt en punkt; rotationen av ett vektorfält är ett annat vektorfält.
- Divergens: mäter ett vektorfälts tendens att utgå ifrån eller närma sig en given punkt; divergensen av ett vektorfält är ett skalärt fält.

## Exempel
- Gradienten av temperaturfältet ovan ger en vektor i varje punkt, som hela tiden pekar mot varmare vatten (högre temperatur). Om skalärfältet betecknas med T, så skrivs gradienten av T som grad T eller ∇ T
- Rotationen av vattnets hastighetsvektor ovan anger, löst talat, om det finns virvlar i vattnet. Ett vektorfält v har rotationen rot v, eller  ∇ × v
- Divergensen av vattnets hastighetsvektor anger, löst talat, huruvida det i en punkt tillkommer mer vatten (divergensen positiv) eller strömmar ut vatten (divergensen negativ). Om v åter är hastighetsvektorn, så är divergensen ∇ · v

Flertalet analytiska resultat förstås lättare om man använder sig av tekniker från differentialgeometrin, vilken innehåller hela vektoranalysen och en del extra: exempelvis hur vektoranalysen generaliseras till högre dimensioner. Att det inte går att göra likadant i högre dimensioner som i tre dimensioner, beror bland annat på att det inte går att på ett naturligt sätt generalisera rotationsoperatorn.

## Definitioner
Följande definitioner gäller i ett kartesiskt koordinatsystem (e0, …, en), där basvektorerna är konstanta.
- Låt f vara ett skalärfält definierat i en delmängd av ℝn.

Gradienten av f definieras då som
{\displaystyle \nabla f(x_{1},\ldots ,x_{n})=\left({\frac {\partial f}{\partial x_{1}}},\ldots ,{\frac {\partial f}{\partial x_{n}}}\right)}
- Låt v = (v1, …, vn) vara en vektor och varje vi = vi(x1, …, xn) är en funktion definierad i en given delmängd av ℝn. Divergensen av v definieras då som

{\displaystyle \nabla \cdot {\bar {v}}=\sum _{k=1}^{n}{\frac {\partial v_{k}}{\partial x_{k}}}}
- Låt v = (v1, v2, v3) ∈ ℝ3, och varje vi(x1, x2, x3)  vara en funktion definierad i en given delmängd av ℝ3.

Rotationen av v definieras då som
{\displaystyle \nabla \times {\bar {v}}=\left({\frac {\partial v_{3}}{\partial x_{2}}}-{\frac {\partial v_{2}}{\partial x_{3}}},{\frac {\partial v_{1}}{\partial x_{3}}}-{\frac {\partial v_{3}}{\partial x_{1}}},{\frac {\partial v_{2}}{\partial x_{1}}}-{\frac {\partial v_{1}}{\partial x_{2}}}\right)}

## Tillämpningar
Vektoranalys är nödvändig för att uttrycka vissa partiella differentialekvationer inom fysiken, som Maxwells ekvationer inom elektrodynamik och Navier-Stokes ekvationer inom strömningsmekanik.